# Toni Iordache
Toni Iordache (n. 17 decembrie 1942, Bâldana, județul Ilfov – d. 20 februarie 1988 București) a fost un virtuoz instrumentist, interpret român, etnic rom  de muzică populară și lăutărească. I s-a spus și regele țambalului.

## Biografie
S-a născut la data de 17 decembrie 1942 în satul Bâldana, județul Ilfov, urmând tradiția muzicală a familiei sale (tatăl său cânta la țambal și ambii unchi cântau la vioara). Începe să învețe țambalul de la vârsta de 4 an, ulterior devenind ucenicul lui Mitică Ciuciu, un cunosc țambalist al vremii.
În 1958 câștigă medalia de aur la „Welt Jugend Feier” în Viena, iar în 1960 este solicitat și ulterior angajat de Orchestra ansamblului de muzică populară „Ciocârlia”.
Între anii 1960-1969, împreuna cu Ansamblul „Ciocârlia” are concerte în toată țara, dar și un turneu în Londra și unul la Moscova. În 1968 câștigă medalia de aur la „Festivalul Tinerilor Muzicieni” la Sofia.
În 1969 participă la un turneu la Paris împreună cu Gheorghe Zamfir și formația sa, renunță la contractul său cu Ansamblul „Ciocârlia”. Din 1970 colaborează numai cu taraful condus de naistul Gheorghe Zamfir, cu care ajunge în Berlin și în Budapesta, până la sfârșitul vieții.
În 1973 colaborează cu Orchestra de muzica simfonica NHK Orchestra din Tokyo și interpretează, ca invitat, suita „Hary Janos” pentru țambal a lui Zoltán Kodály.
Din 1975 se alătură orchestrei lui Ion Onoriu cântând cu instrumentiști importanți precum Costel Vasilescu sau Mieluță Bibescu.
După 1970 cântă împreună cu fiul său, Leonard Iordache.
În 1985 se îmbolnăvește de diabet zaharat și, ulterior, îi este amputat un picior.

## Decesul
Moare în 20 februarie 1988 la București.